# Le Vautour de la sierra

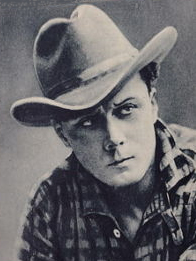
O diretor e ator de cinema Joë Hamman atuou no seriado.

Le Vautour de la sierra é um seriado mudo francês de 1909, no gênero aventura, dirigido por Victorin-Hippolyte Jasset, em 3 capítulos, estrelado por Joë Hamman e Henri Gouget. O seriado foi produzido pela Société Française des Films Éclair, e veiculou nos cinemas franceses entre 2 de agosto e 16 de setembro de 1909.

## Elenco
- Joë Hamman
- Henri Gouget
- Gilbert Dalleu
- Camille Bardou
- Eugénie Nau

## Capítulos
1. Le vautour et l'usurier (1909)
2. Un mariage mouvementé (1909)
3. L'évasion audacieuse (1909)

## Seriado no Brasil
O seriado foi exibido no Brasil em 1909, no Radium Cinema, em São Paulo, pela Empresa José Balsells,e há referência apenas ao título do terceiro capítulo, Evasão Audaciosa do Abutre da Serra.

## Histórico
Mediante o sucesso alcançado pelo seriado Nick Carter, le roi des détectives, de 1908, a Éclair investiu em novos seriados, ainda sob a direção de Victorin-Hippolyte Jasset. A França foi, portanto, a iniciadora desse gênero de filmes em série, que abriria caminho para o desenvolvimento dos seriados estadunidenses, a partir de 1912, quando o Edison Studios produziu What Happened to Mary, além de influenciar o gênero cinematográfico de outros países, tais como a Alemanha, que produziria, em 1910, Arsene Lupin contra Sherlock Holmes.